# Ulrich Heer
Ulrich Heer († 23. Dezember 1514) war Bibliothekar des Klosters St. Gallen.
Heer war in St. Gallen einer der Professen unter Abt Gotthard Giel von Glattburg, der 1504 starb. 1504 gehörte er zu jenen Konventualen, die Franz von Gaisberg zum neuen Abt wählten. Sein Amt war das Kustos. Zusammen mit Heinrich Buman als Dienstältestem der Frühamtskaplane musste er die Schüler betreuen, «daß sy sich halten lütt der bullen». Als Kustos war Heer auch für die Klosterbibliothek zuständig.
Ulrich Heer ist wohl identisch mit dem im Nekrologium 1442 erwähnten Udalricus, mon. pbr., der am 23. Dezember 1514 starb. Weitere Quellenbelege zu seiner Person fehlen.